# Schönbuch (Landschaftsschutzgebiet)
Das Landschaftsschutzgebiet Schönbuch ist ein Landschaftsschutzgebiet, das sich mit 12.424 Hektar über das Gebiet von vier Landkreisen erstreckt und deshalb auch vier Schutzgebietsnummern (1.15.016, 1.16.037, 4.15.009 und 4.16.004) hat. Dies hängt damit zusammen, dass Landschaftsschutzgebiete grundsätzlich von den Landkreisen ausgewiesen werden.

## Lage und Beschreibung
Das Schutzgebiet liegt zwischen Herrenberg im Westen und Aichtal im Osten. Auf die einzelnen Landkreise entfallen dabei folgende Flächen:
- Landkreis Böblingen = 3682,0 Hektar
- Landkreis Esslingen = 896,0 Hektar
- Landkreis Reutlingen = 1130,0 Hektar
- Landkreis Tübingen = 6716,4 Hektar

Es gehört zu den Naturräumen 104-Schönbuch und Glemswald und 122-Obere Gäue. In großen Teilen deckungsgleich mit dem Landschaftsschutzgebiet sind der Naturpark, das Vogelschutzgebiet und das FFH-Gebiet Schönbuch.

## Schutzzweck
Dem größten geschlossenen Waldgebiet Württembergs kommt durch seine günstige Lage zwischen der Landeshauptstadt Stuttgart und der Universitätsstadt Tübingen für die Erholung der Bevölkerung, für das Klima, für die Jagd und für freilandbiologische Forschungen eine besondere Bedeutung zu. Die reichgegliederten einsamen Keupertäler im Inneren des Schönbuchs, der Wechsel in der Zusammensetzung des Keuper- und Liasgesteins, der Gegensatz von Hochflächen und Abhängen, tektonischen Störungen der Gesteinsschichten (Bebenhäuser Graben), die großen Unterschiede des örtlichen Klimas sowie die Waldausläufer gegen das Neckar- und Aichtal bedingen die Mannigfaltigkeit des Pflanzen- und Tierlebens und den Reichtum verschiedenartiger Landschaftsbilder. Die einzigartige Klosteranlage Bebenhausen verleiht dem Gebiet auch einen hervorragenden kulturgeschichtlichen Wert. Landschaftlich bedeutungsvoll ist auch der Steilabfall (Keuperstufe) des Schönbuchs zum Ammertal bzw. zur Gäulandschaft.